# Occidentalia
Occidentalia es un género de polilla monotípico de la familia Crambidae descrito por Harrison Gray Dyar Jr. y Carl Heinrich en 1927. Contiene solo una especie, Occidentalia comptulatalis, descrita por George Duryea Hulst en 1886. 
Se encuentra en América del Norte, donde ha sido grabado desde Alberta, Indiana, Maine, Manitoba, Minnesota, Nueva York, Ontario, Quebec y Saskatchewan.
La envergadura es de 23-26 mm. Las alas anteriores son marrón chocolate con puntos marrones oscuros en el área terminal. Las alas posteriores también son de color marrón chocolate. Los adultos vuelan desde mediados de julio hasta agosto, con una generación por año.
Las larvas se alimentan de Scirpus acutus, Scirpus americanus y Scirpus validus.